# Symbolische Regression
Symbolische Regression ist eine Art der Regressionsanalyse. Der Raum der mathematischen Funktionen wird nach Kandidaten zur optimalen Beschreibung von vorgegebenen Daten durchsucht.
Häufig wird zum Finden der Lösung Genetische Programmierung benutzt, wobei Formeln als  Ausdrucksbäume dargestellt werden, siehe Bild.

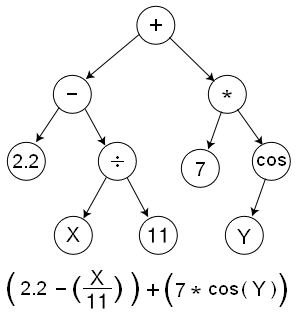
Darstellung einer Funktion als Ausdrucksbaum. Teilbäume können umgehängt, geändert oder gelöscht (Mutation) und komplette Bäume kombiniert (Rekombination) werden.

Eureqa oder PySR sind Beispiele für Programme zur symbolischen Regression.